# Il mostro della laguna nera
Il mostro della laguna nera (Creature from the Black Lagoon) è un film horror fantascientifico del 1954 diretto da Jack Arnold, girato in bianco e nero in formato stereoscopico.
Considerato un cult, è una delle opere cinematografiche più celebri degli anni cinquanta e uno dei classici della storia del cinema fantascientifico. Dal suo successo scaturì la produzione di due seguiti (La vendetta del mostro del 1955 e Il terrore sul mondo del 1956).

## Trama
Durante una spedizione di paleontologia lungo il Rio delle Amazzoni, un gruppo di scienziati si imbatte in una laguna rimasta immutata sin dalla preistoria. In questa laguna si nasconde una minaccia, Gill-Man, un ibrido metà pesce e metà uomo. Gli scienziati riescono a prendere il mostro solamente dopo che egli ha ucciso alcuni membri dell'equipaggio, ma la misteriosa creatura riesce comunque a scappare.
Nonostante l'opposizione del finanziatore della spedizione che vede nella sua cattura una possibilità di arricchimento, i componenti della spedizione decidono che la soluzione migliore è quella di fuggire. Ma l'unica uscita dalla laguna è stata bloccata da alcuni tronchi messi dal mostro. Mentre l'equipaggio tenta di rimuovere l'ostacolo, la creatura fa ritorno e rapisce Kay. Gli uomini, allora, si rimettono sulle sue tracce. Una volta che lo hanno ritrovato, gli scienziati fanno fuoco e riescono a metterlo KO. Il film termina con un'inquadratura del corpo, apparentemente senza vita, del mostro.

## Produzione
L'ispirazione per il film venne nel 1941 al produttore William Alland quando ad una cena, in cui con altre persone era stato invitato a una visione privata di Quarto potere, conobbe il direttore della fotografia messicano Gabriel Figueroa. Questi gli narrò di una leggenda secondo cui in alcune acque dell'Amazzonia esisterebbero mitologici esseri dalle fattezze umanoidi ma con il corpo di pesci, (leggende dovute probabilmente alle apparizioni di un delfino rosa tenue di acqua dolce, Inia geoffrensis).
Nel 1951 Alland riuscì a ultimare una sceneggiatura intitolata The Sea Monster e basata parzialmente su questo racconto e, per alcuni spunti, su La bella e la bestia. L'anno successivo il trattamento fu sottoposto a una visione più esperta per adattarne la trasposizione cinematografica, e Maurice Zimm fu incaricato di ampliare il copione, mentre Harry Essex e Arthur Ross si occuparono di rivedere la sceneggiatura una volta ultimata, intitolandola The Black Lagoon.
Dopo il successo del film horror La maschera di cera, girato e distribuito in formato 3D, Jack Arnold fu incaricato di dirigere il film sotto lo stesso formato. Si tratta di una delle prime produzioni cinematografiche girate in tridimensionale.
Furono usati due attori nell'interpretazione della creatura durante le riprese: Ben Chapman per le sequenze tradizionali girate sul set, e Ricou Browning per quelle subacquee. Il costume della creatura, disegnato da Millicent Patrick e realizzato da Bud Westmore e Jack Kevan dopo ben settantasei bozzetti diversi e otto mesi di sperimentazioni, consisteva in vari segmenti in lattice di gomma uniti insieme da cerniere lampo. Per Ben Chapman, 196 cm di altezza, venne realizzata una tuta più grande e più scura. Per il subacqueo Browning, la tuta era più piccola e più chiara, ma il peso e l'aderenza del costume gli impedivano di essere agile in acqua. Un terzo costume venne realizzato per lo stuntman Tom Hennessy, che interpretava il mostro nella sequenza in cui viene avvolto dalle fiamme. Il costo definitivo di questi costumi fu di oltre 50 000 dollari dell'epoca.

### Il costume del mostro
La nascita del costume del mostro, al quale il film deve il suo successo, si deve a un lungo contenzioso. Il capo del reparto effetti speciali e costumi era all'epoca Bud Westmore che venne incaricato di realizzare un bozzetto in creta del mostro, un credibile mix di uomo e di pesce. La prima realizzazione in creta era un ibrido di uomo e rettile, con una vistosa cresta sulla schiena ed una testa simile a quella di un rospo, mentre la seconda aveva caratteristiche umane: fu quest'ultima che presentò ai dirigenti della Universal.
Estremamente scontenti del risultato, gli consigliarono caldamente di rielaborare il tutto. Westmore chiese aiuto alla disegnatrice Millicent Patrick, che lavorava per gli Studios, per la preparazione dei bozzetti e dei disegni definitivi. La disegnatrice indovinò subito l'aspetto fascinoso della creatura e riuscì a terminare un dettagliato lavoro che definiva perfettamente ciò che si voleva realizzare. Nel frattempo Westmore realizzò una testa del mostro secondo il suo bozzetto. La testa in lattice era adatta per essere indossata da un uomo, ma priva di personalità. Durante le riprese, più volte sul costume definitivo fu tentato di usare questa testa, ma il risultato era così comico da non avere seguito.
Durante la presentazione ufficiale del mostro definitivo, con un foltissimo gruppo di giornalisti, Westmore non citò il contributo fondamentale di Millicent Patrick e si arrogò tutto il merito del risultato. In seguito venne pesantemente e giustamente attaccato per questo suo comportamento, lui si difese dicendo che oneri ed onori andavano a chi dirigeva il reparto e non ad altri. Patrick ebbe comunque la sua rivincita e a tutt'oggi esistono numerose immagini di lei con la testa della creatura e numerose foto al tavolo da disegno dove si vede chiaramente la creazione dell'uomo pesce; in nessuna foto è mai presente Bud Westmore.
Il costume del mostro richiese anche un notevole lavoro realizzativo. Poche volte si erano costruiti mostri così complessi e solo in questa realizzazione il Mostro era costantemente presente sulla scena con una interazione continua con gli attori: era necessario realizzare un costume a tutti gli effetti credibile. Venne approntata una calzamaglia molto fitta che andava dal collo alle caviglie del mimo, su di essa vennero incollate le varie piastre che componevano il corpo del Mostro, con l'esclusione della testa, delle mani e dei piedi che venivano indossati in un secondo tempo. Per le scene girate sul terreno furono realizzati cinque costumi e due per quelle in acqua.
Un altro piccolo mistero riguarda il vero colore dei costumi; si può affermare con sicurezza che quelli pitturati per le riprese in acqua erano di un colore giallo verdastro in modo da favorirne l'identificazione mentre sui cinque costumi per le riprese a terra i pareri sono contrastanti. Gli attori che erano presenti su set hanno sempre detto che il costume era verde muschio, senza altri colori o variazioni sul corpo, mentre numerose fotografie ce lo mostrano con il corpo verde muschio e la bocca rossiccia così come le callosità presenti sul palmo delle mani, in altre anche la corazzatura sull'addome appare più chiara rispetto al resto del corpo.
Infine la rivista Life fece una serie di foto sul set, che però non riguardavano le riprese vere e proprie, in cui tutta la creatura appare verde muschio, con la bocca colorata in rosso. Anche Millicent Patrick ricordava sempre il color verde muschio come colore uniforme di tutto il costume, compresa la testa. Un'ulteriore grande spesa di produzione fu destinata alla realizzazione di apposite cineprese impermeabili che dovevano servire per le riprese subacquee.
Gli esterni del film furono girati in Florida: a Cypress Gardens per le scene sulla terraferma, a Crystal Springs per le riprese in acqua.

## Distribuzione
Negli Stati Uniti d'America il film uscì nelle sale cinematografiche per la prima volta il 5 marzo 1954. In Italia il film, per questione di costi, non venne distribuito nella versione tridimensionale.
Fu rimontato negli anni settanta in tecnica anaglifica, di gran lunga inferiore al formato tridimensionale originale, e pubblicato dagli Universal Studios Home Entertainment per l'home video su videocassette MCA.

## Promozione
Per promuovere il film, realizzato con tecnologia 3D, venne prodotto un kit promozionale che pubblicizzava un dischetto singolo per sistema stereoscopico view-Master, con foto di scena tridimensionali. Di questo oggetto però viene messa in dubbio l'esistenza, poiché è molto ricercato dai collezionisti, ma finora non ne è mai stata reperita alcuna copia.

## Critica
(Fantafilm)

## Altri media

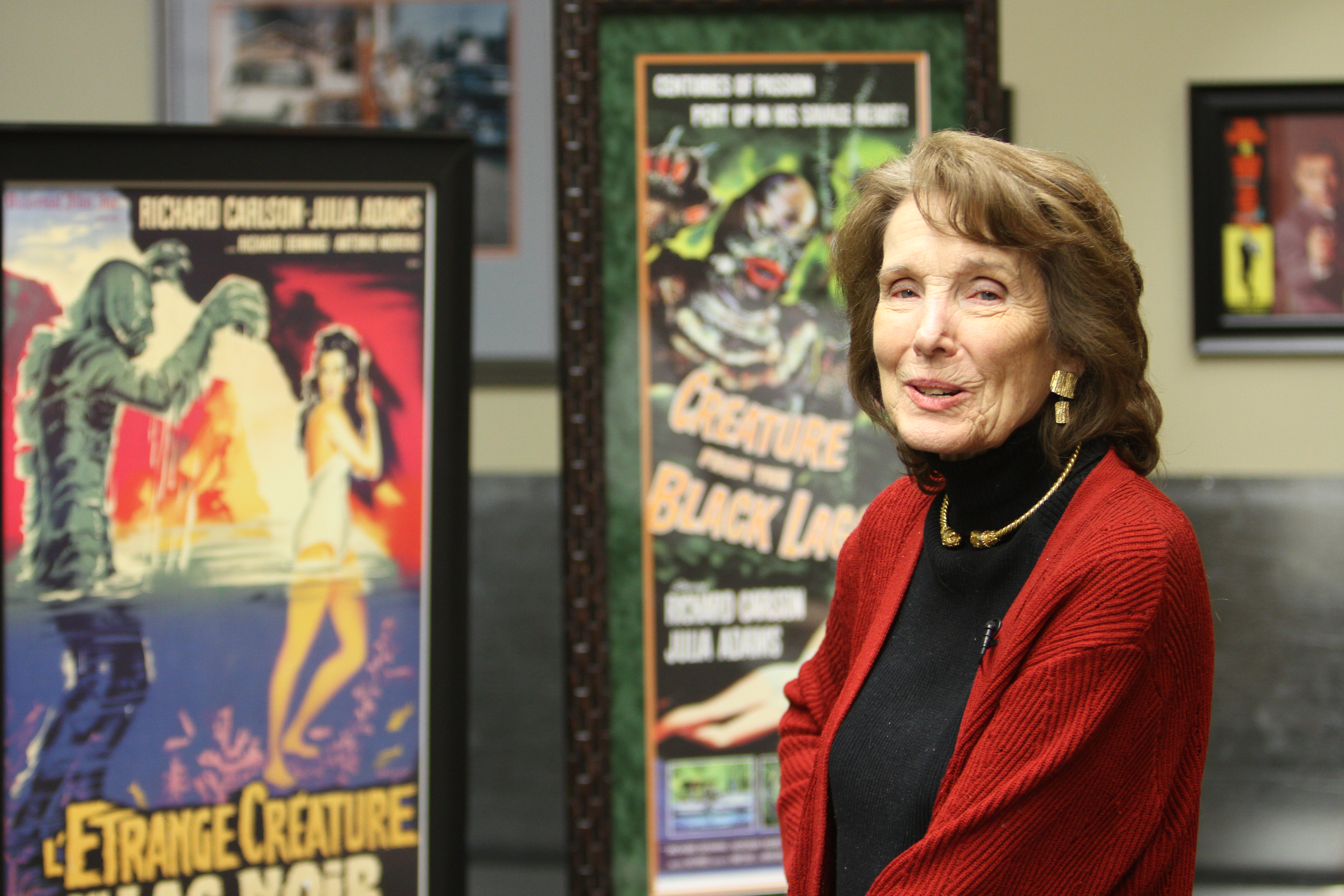
Julie Adams davanti alla locandina francese del film (settembre 2011)

Il film è stato oggetto di una trasposizione letteraria scritta nel 1954 dallo scrittore John Russell Fearn (sotto lo pseudonimo di Vargo Statten). Anni dopo, nel 1977, il film ha goduto di un'ulteriore trasformazione in versione tascabile per mano dello scrittore Walter Harris, qui apparso sotto lo pseudonimo di Carl Dreadstone. Per diverso tempo la scrittura del romanzo è stata attribuita al più celebre Ramsey Campbell e, rispetto al romanzo di Fearn, presenta molte più libertà nei confronti del film, a cominciare dalla natura del Gill-Man (descritto come di dimensioni gigantesche, con sangue sia caldo che freddo, ermafrodita e dotato di una lunga coda che usa come una frusta).
Il romanzo di Harris venne inserito nella breve collana letteraria che ha visto pubblicate altre trasposizioni letterarie tascabili di altri Universal horror.
È stato prodotto dalla Bally un flipper basato sul film, chiamato Creature from the Black Lagoon.

## Influenza culturale

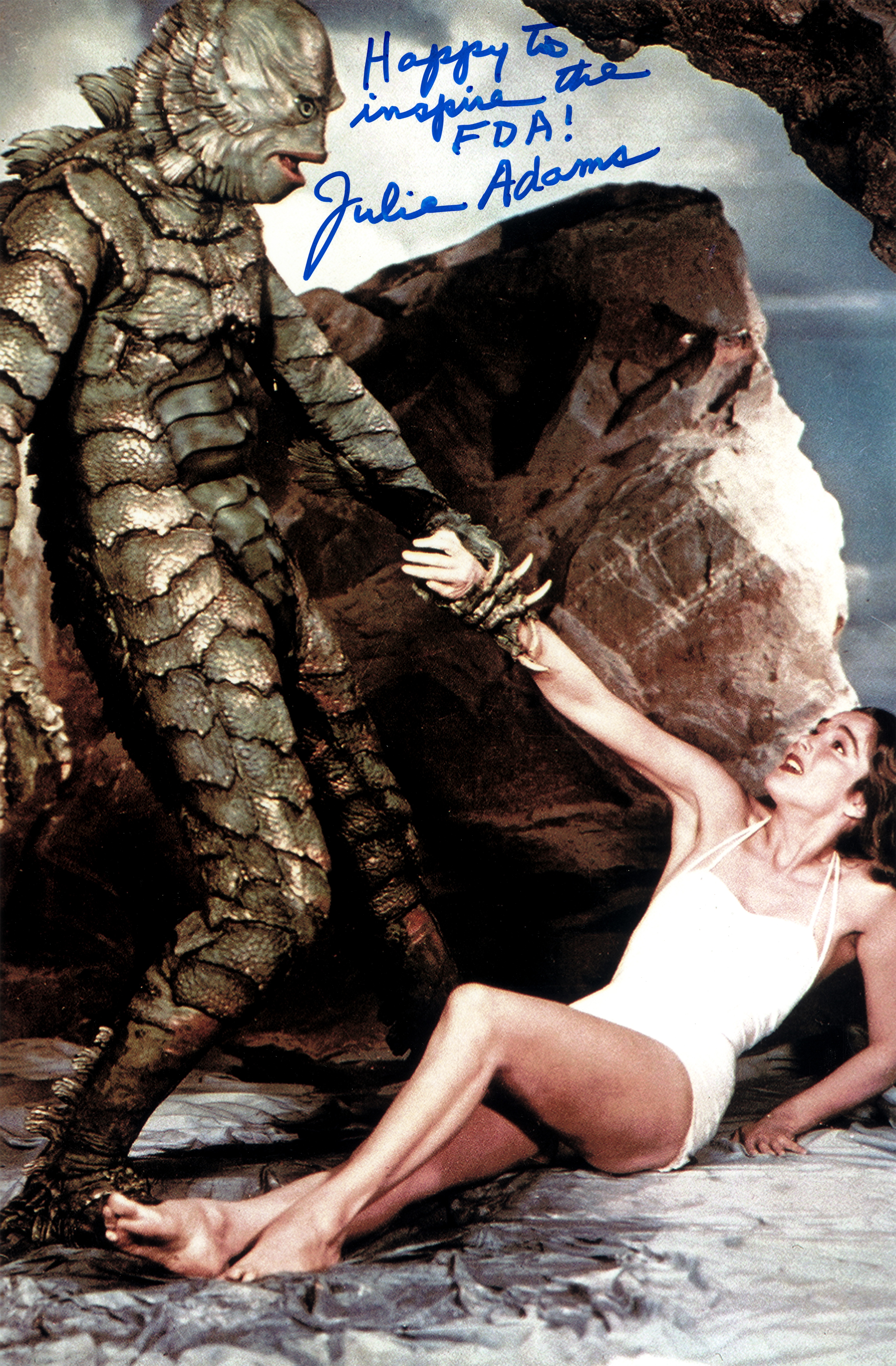
Foto autografata di Julie Adams

Il mostro della laguna nera è ricordato come uno dei principali film fanta-orrorifici ed è stato citato in innumerevoli opere successive, non solo cinematografiche.

## Sequel
- La vendetta del mostro (1955)
- Il terrore sul mondo (1956)

## Remake
Universal Pictures avrebbe ingaggiato lo sceneggiatore Will Beall per la riscrittura de Il mostro della Laguna Nera. L’idea del progetto cinematografico è quella di far rivivere sul grande schermo il classico del 1954.
Il film La forma dell'acqua - The Shape of Water è una sorta di remake dove i ruoli vengono invertiti ed il vero mostro è l'essere umano. Viene enfatizzata l'ispirazione da La bella e la bestia nel rapporto tra la creatura e la donna, qui un'umile inserviente del laboratorio dove la creatura viene intrappolata.